# Anya Philips
Pour les articles homonymes, voir Philips (homonymie).
Anya Philips (1955 - 19 juin 1981) était une figure de la scène no wave new-yorkaise de la fin des années 1970.
D'après James Chance, elle était la fille d'un général nationaliste taïwanais et d'une aristocrate de Pékin exilés de la chine communiste. Sa mère, abandonnée, se serait remariée avec un sergent américain pour lui donner un foyer.
Elle est décédée d'un cancer du cerveau en 1981, après avoir été admise à l'hôpital Westchester de New York grâce à l'intervention de Debbie Harry de Blondie.

## Manager de James Chance
Elle fut la manager et la petite amie du musicien new-yorkais James Chance (aussi connu sous le nom de James White) (« Je me suis remis complètement entre ses mains »). Elle est à l'origine de la séparation du groupe originel et lui trouva de nouveaux musiciens. Chance indique qu'ils étaient tous deux persuadés que le punk était fini ; et qu'Anya avait hésité entre le terrorisme de la Fraction Armée Rouge allemande et une carrière de femmes d'affaires, lors de son séjour en Allemagne. 
Elle chante sur « (Tropical) Heat Wave » & "Almost Black Part", fait des chœurs sur « Contort Yourself » dans l'album Off White (James White & the Blacks, 1979), a fait la photo de couverture de l'album Buy et de Live Aux Bains Douches.
James Chance lui dédiera un album en 1982 (Sax Maniac).

## Égérie new-yorkaise
Sa notule dans Please Kill me, indique qu'elle était "Dominatrice" mais elle aurait simplement été strip-teaseuse à Times Square sous le nom de Peking Doll.
Elle a aussi cofondé le Mudd Club, en compagnie de Steve Maas et Diego Cortez. 
Elle était la meilleure amie depuis l'école de Sylvia Morales (Sylvia Reed) qui a épousé Lou Reed en 1980. 
Le magazine Punk la surnommait Anya Chowmein lorsqu'elle a écrit pour eux.
Elle a aussi été impliquée dans le cinéma underground new-yorkais de cette époque, jouant dans The Foreigner d'Amos Poe (en) en 1978, Downtown 81 (New York Beat Movie) de Glenn O'Brien et Edo Bertoglio (le film lui est dédié), Rome '78 de James Nares, dans le court Guerilléres Talks de Vivienne Dick (1978).